# Valle (Familienname)
Valle ist ein Familienname.

## Namensträger
- Ågot Valle (* 1945), norwegische Politikerin
- Áilu Valle, finnischer Musiker, erster Rapper in samischer Sprache
- Alejandro del Valle-Lattanzio (* 1986), kolumbianisch-italienisch-österreichischer Komponist
- Álex Valle (* 2004), spanischer Fußballspieler
- Alexandre del Valle (* 1969), französischer Politikwissenschaftler, Journalist und Essayist
- Amir Valle (* 1967), kubanischer Schriftsteller
- Andrés del Valle Rodríguez (1833–1888), salvadorianischer Politiker, Präsident 1876
- Anna Valle (* 1975), italienisches Model und Filmschauspielerin
- Cristina del Valle (* 1962), spanische Sängerin und Menschenrechtsaktivistin
- Emilio Menéndez del Valle (* 1945), spanischer Rechtswissenschaftler, Diplomat und Politiker (PSOE)
- Fernando del Valle (geb. Brian Skinner; * 1964), US-amerikanischer Opernsänger (Tenor)
- Francesco Valle (1940–2003), italienischer Boxer
- Francisco Javier Del Valle Paredes (* 1942), paraguayischer Geistlicher, Bischof von Campo Mourão
- Giulia Valle (* 1972), italienische Jazzmusikerin
- Giuseppe Valle (1904–1990), italienischer Wasserballspieler und -trainer
- Guillermo del Valle, peruanischer Fußballspieler
- Inger Louise Valle (1921–2006), norwegischer Politiker (Arbeiderpartiet), Storting-Abgeordnete und Ministerin
- Javier Valle (1936–2022), mexikanischer Fußballspieler
- Javier Valle Riestra (1932–2024), peruanischer Politiker
- Johann von Valle († 1351), Franziskaner-Laienbruder und Klostergründer
- Jonatan Valle Trueba (* 1984), spanischer Fußballspieler
- Jorge Valle (* 1976), spanischer Eishockeyspieler
- José de Jesús Angulo del Valle y Navarro (1888–1966), mexikanischer Geistlicher, Bischof von Tabasco
- José del Carmen Valle Gallardo (1908–2000), chilenischer Geistlicher
- José Cecilio Díaz del Valle (1777–1834), Präsident der Zentralamerikanischen Konföderation
- José Dionisio de la Trinidad de Herrera y Díaz del Valle (1781–1850), Staatschef von Honduras und Nicaragua
- José Santos Díaz del Valle (1793–1840), Staatschef von Honduras
- José Geraldo Oliveira do Valle (* 1929), brasilianischer Geistlicher, Bischof von Guaxupé
- Juan Alfonso Valle (* 1905), peruanischer Fußballspieler
- Justo Vicente José de Herrera y Díaz del Valle (1786–??), honduranischer Politiker, Staatschef 1837 bis 1838
- Knut Magne Valle (* 1974), norwegischer Musiker
- Lázaro Díaz del Valle († 1669), spanischer Chronist, Genealoge und Historiker
- Lito Valle (* 1942), argentinischer Pianist, Komponist, Dirigent und Musikpädagoge
- Lou Del Valle (* 1968), US-amerikanischer Boxer und Weltmeister (WBA) im Halbschwergewicht
- Luis Mario Martínez de Lejarza Valle (1922–1980), spanischer Ordensgeistlicher, Weihbischof in Guatemala
- Luis Quintanilla del Valle (1900–1980), mexikanischer Diplomat
- Manuel Teodoro del Valle Seoane (1813–1888), peruanischer Geistlicher
- Marcos Valle (* 1943), brasilianischer Komponist, Sänger, Gitarrist und Pianist
- Marcus Wendel Valle da Silva (* 1997), brasilianischer Fußballspieler, siehe Wendel (Fußballspieler, 1997)
- Mari Ángeles del Valle (* 1993), spanisch-deutsche Saxophonistin
- María Valle (* 2004), spanische Fußballspielerin
- María Consuelo Yznaga del Valle (Lady Mandeville; 1853–1909), kubanisch-spanische Erbin
- Martín del Valle (* 1988), peruanischer Badmintonspieler
- Maurice del Valle (1883–1965), französischer Eishockeyspieler
- Milagros Victoria Crespo Valle (* 1979), kubanische Beachvolleyballspielerin, siehe Milagros Crespo
- Modesto Valle (1893–1973), italienischer Fußballspieler
- Orlando Valle (Maraca; * 1966), kubanischer Flötist, Komponist, Arrangeur und Bandleader
- Rafael Del Valle (* 1967), puerto-ricanischer Boxer
- Ramón Valle (* 1964), kubanischer Jazz-Pianist
- Ramón María del Valle-Inclán (1866–1936), spanischer Dramatiker und Schriftsteller
- Sergio del Valle Jiménez (1927–2007), kubanischer General und Politiker
- Soledad del Valle (* 1950), argentinische Tangosängerin
- Svein Valle (* 1966), norwegischer lutherischer Bischof
- Víctor Ruiz del Valle (* 1969), mexikanischer Fußballspieler
- Walmir Alberto Valle (1938–2019), brasilianischer Geistlicher, Bischof von Joaçaba
- Yonathan Del Valle (* 1990), venezolanischer Fußballspieler